# أوتو كايزر (متزلج فني)
أوتو كايزر (بالألمانية: Otto Kaiser)‏ هو متزلج فني نمساوي، ولد في 8 مايو 1901 في فيينا في النمسا، وتوفي في 7 يونيو 1977.

## وصلات خارجية
- أوتو كايزر على موقع اللجنة الأولمبية الدولية (الإنجليزية)
- أوتو كايزر على موقع أوليمبيديا (الإنجليزية)